# Wybory do Parlamentu Europejskiego na Słowacji w 2009 roku
Wybory do Parlamentu Europejskiego VII kadencji na Słowacji zostały przeprowadzone 6 czerwca 2009. Zgodnie z postanowieniami traktatu nicejskiego w ich wyniku zostało wybranych 13 deputowanych (w miejsce dotychczasowych 14). Wybory zakończyły się zwycięstwem rządzącej centrolewicowej partii Kierunek – Socjalna Demokracja.

## Wyniki wyborów
| Lista wyborcza                                                      | Głosy   | %       | Mandaty | Zmiana |
| ------------------------------------------------------------------- | ------- | ------- | ------- | ------ |
| Kierunek – Socjalna Demokracja                                      | 264 722 | 32,02%  | 5       | +2     |
| SDKU – Partia Demokratyczna                                         | 140 426 | 16,98%  | 2       | –1     |
| Partia Węgierskiej Koalicji                                         | 93 750  | 11,34%  | 2       | –      |
| Ruch Chrześcijańsko-Demokratyczny                                   | 89 905  | 10,87%  | 2       | –1     |
| Partia Ludowa – HZDS                                                | 74 241  | 8,98%   | 1       | –2     |
| Słowacka Partia Narodowa                                            | 45 960  | 5,56%   | 1       | +1     |
| Wolność i Solidarność                                               | 39 016  | 4,72%   | 0       | –      |
| Partia Zielonych                                                    | 17 482  | 2,11%   | 0       | –      |
| Konserwatywni Demokraci Słowacji – Obywatelska Partia Konserwatywna | 17 409  | 2,11%   | 0       | –      |
| Komunistyczna Partia Słowacji                                       | 13 643  | 1,65%   | 0       | –      |
| Wolne Forum                                                         | 13 063  | 1,58%   | 0       | –      |
| pozostałe pięć list wyborczych łącznie                              | 17 165  | 2,08%   | 0       | –      |
| Razem                                                               | 826 782 | 100,00% | 13      | –1     |